# Aphaenogaster verecunda
Aphaenogaster verecunda är en myrart som beskrevs av Wheeler 1928. Aphaenogaster verecunda ingår i släktet Aphaenogaster och familjen myror. Inga underarter finns listade i Catalogue of Life.